# 설화산
설화산(雪華山)은 충청남도 아산시 좌부동과 송악면, 배방읍에 걸쳐 있는 해발 447.5m인 산이다.
이른 가을부터 늦은 봄까지 눈이 덮여 장관을 이룬다고 해서 설화산이라고 한다. 붓끝 같은 봉우리가 솟아 있어 문필봉이라고도 하며 이 산 모양이 뾰족하기가 마치 촛불같고 그 봉우리가 다섯봉으로 오봉산이라고도 한다. 서쪽 산기슭에는 외암민속마을, 동쪽 산기슭에는 맹씨행단을 품고 있다. 등산로는 좌부동 오봉암에서 올라 가는 길과 외암리 소류지를 따라 올라가는 등산로가 있다.

## 같이 보기
- 한국의 산